# القوات الجوية الإكوادورية
القوات الجوية الإكوادورية (بالإسبانية: Fuerza Aérea Ecuatoriana)‏ هي فرع القوات الجوية من القوات المسلحة الإكوادورية المسؤولة عن حماية المجال الجوي لدولة الإكوادور.